# Scorpaenopsis ramaraoi
Scorpaenopsis ramaraoi és una espècie de peix pertanyent a la família dels escorpènids.

## Descripció
- Fa 16,5 cm de llargària màxima.[5][6]

## Hàbitat
És un peix marí, demersal i de clima tropical que viu entre 1-60 m de fondària.

## Distribució geogràfica
Es troba des del Pakistan i Sri Lanka fins a Nova Bretanya (Papua Nova Guinea).

## Observacions
És inofensiu per als humans.